# Mens Sana Basket 2005-2006
Questa voce raccoglie le informazioni riguardanti la Mens Sana Basket nelle competizioni ufficiali della stagione 2005-2006.

## Stagione
La stagione 2005-2006 della Mens Sana Basket, sponsorizzata Montepaschi, è la 20ª nel massimo campionato italiano di pallacanestro, la Serie A.
Il 16 dicembre Shaun Stonerook ottiene la cittadinanza italiana, non occupando così più un posto per i giocatori extracomunitari.

## Roster
Aggiornato al 24 dicembre 2021.
| Montepaschi Siena 2005-06 | Montepaschi Siena 2005-06 |
| Giocatori                 | Staff tecnico             |
| ------------------------- | ------------------------- |

| N. | Naz.                                       | Ruolo | Nome                  | Anno | Alt.   | Peso   |  |
| -- | ------------------------------------------ | ----- | --------------------- | ---- | ------ | ------ |  |
| 4  | Argentina (bandiera) · Spagna (bandiera)   | AC    | Marcelo Nicola        | 1971 | 207 cm | 102 kg |  |
| 5  | Lituania (bandiera)                        | A     | Mindaugas Žukauskas   | 1975 | 202 cm | 98 kg  |  |
| 6  | Italia (bandiera)                          | P     | Lorenzo D'Ercole      | 1988 | 190 cm | 80 kg  |  |
| 7  | Georgia (bandiera)                         | AG    | Vladimer Boisa        | 1981 | 205 cm | 103 kg |  |
| 8  | Nigeria (bandiera) · Italia (bandiera)     | C     | Benjamin Eze          | 1981 | 208 cm | 115 kg |  |
| 9  | Italia (bandiera)                          | P     | Davide Lamma          | 1976 | 191 cm | 88 kg  |  |
| 9  | Stati Uniti (bandiera)                     | AP    | Jamel Thomas          | 1976 | 198 cm | 90 kg  |  |
| 10 | Italia (bandiera)                          | PG    | Andrea Pecile         | 1980 | 187 cm | 85 kg  |  |
| 11 | Italia (bandiera)                          | AP    | Luigi Datome          | 1987 | 201 cm | 90 kg  |  |
| 12 | Stati Uniti (bandiera)                     | P     | Justin Hamilton       | 1980 | 191 cm | 95 kg  |  |
| 13 | Lituania (bandiera)                        | G     | Rimantas Kaukėnas     | 1977 | 193 cm | 92 kg  |  |
| 14 | Italia (bandiera)                          | C     | Roberto Chiacig (C)   | 1974 | 210 cm | 116 kg |  |
| 15 | Stati Uniti (bandiera)                     | G     | Duane Woodward        | 1976 | 190 cm | 92 kg  |  |
| 15 | Grecia (bandiera)                          | PG    | Chrīstos Charisīs     | 1976 | 190 cm | 91 kg  |  |
| 20 | Stati Uniti (bandiera) · Italia (bandiera) | AG    | Shaun Stonerook       | 1977 | 201 cm | 109 kg |  |
| -  | Italia (bandiera)                          | A     | Domenico Barozzi      | 1989 | 199 cm | 92 kg  |  |
| -  | Italia (bandiera)                          | G     | Andrea Cigliani       | 1988 | 192 cm |        |  |
| -  | Italia (bandiera)                          | A     | Andrea Colli          | 1988 | 201 cm | 85 kg  |  |
| -  | Italia (bandiera)                          | AP    | Alessio Notarpasquale | 1989 | 195 cm |        |  |

| Allenatore                                                                      |
| - Carlo Recalcati                                                               |
| Assistente/i                                                                    |
| - Simone Pianigiani Legenda - (C) Capitano - (IN) Inattivo - Infortunato Roster |

## Mercato

### Sessione estiva
| Acquisti | Acquisti          | Acquisti         | Acquisti      | Acquisti |
| R.a      | Nome              | da               | Modalità      |          |
| -------- | ----------------- | ---------------- | ------------- | -------- |
| P        | Justin Hamilton   | Real Madrid      | definitivo    |          |
| G        | Rimantas Kaukėnas | Pall. Cantù      | definitivo    |          |
| AG       | Vladimer Boisa    | Olimpija Lubiana | definitivo    |          |
| PG       | Andrea Pecile     | Granada          | definitivo    |          |
| G        | Duane Woodward    | Gatos de Monagas | definitivo    |          |
| AC       | Marcelo Nicola    | B.K. Kiev        | definitivo    |          |
| AG       | Shaun Stonerook   | Pall. Cantù      | definitivo    |          |
| P        | Simone Berti      | Basket Cecina    | fine prestito |          |
| C        | Luca Lechthaler   | Dinamo Sassari   | fine prestito |          |
| P        | Lorenzo D'Ercole  | RB Montecatini   | definitivo    |          |

| Cessioni | Cessioni           | Cessioni       | Cessioni       | Cessioni |
| R.       | Nome               | a              | Modalità       |          |
| -------- | ------------------ | -------------- | -------------- | -------- |
| G        | David Vanterpool   | CSKA Mosca     | fine contratto |          |
| AG       | Michalīs Kakiouzīs | Barcellona     | fine contratto |          |
| P        | Vrbica Stefanov    | Ülkerspor      | fine contratto |          |
| GA       | Bootsy Thornton    | Barcellona     | fine contratto |          |
| AP       | Gregor Hafnar      | Pall. Varese   | fine contratto |          |
| G        | David Jackson      | Olympiakos     | fine contratto |          |
| AG       | Giacomo Galanda    | Olimpia Milano | fine contratto |          |
| GA       | Vladimir Petrović  | Aris Salonicco | fine contratto |          |
| C        | Euthymīs Rentzias  | Valladolid     | fine contratto |          |
| P        | Simone Berti       | Sant’Antimo    | prestito       |          |
| C        | Luca Lechthaler    | B.C. Ferrara   | prestito       |          |
| P        | Francesco Gergati  | Ares Ribera    | prestito       |          |

### Dopo l'inizio della stagione
| Acquisti | Acquisti          | Acquisti    | Acquisti      | Acquisti      |
| R.       | Nome              | da          | Data          | Modalità      |
| -------- | ----------------- | ----------- | ------------- | ------------- |
| AP       | Jamel Thomas      | Free agent  | gennaio 2006  | definitivo    |
| P        | Francesco Gergati | Ares Ribera | gennaio 2006  | fine prestito |
| PG       | Chrīstos Charisīs | Olympiakos  | 5 maggio 2006 | definitivo    |

| Cessioni | Cessioni          | Cessioni      | Cessioni        | Cessioni    |
| R.       | Nome              | a             | Data            | Modalità    |
| -------- | ----------------- | ------------- | --------------- | ----------- |
| P        | Davide Lamma      | Pall. Cantù   | 7 dicembre 2005 | rescissione |
| P        | Francesco Gergati | Aquila Trento | gennaio 2006    | prestito    |
| G        | Duane Woodward    | Spalato       | marzo 2006      | rescissione |